# Protuberonotum roitmani
Protuberonotum roitmani là một loài bọ cánh cứng trong họ Cerambycidae.